# Maladinni, Gokak
Maladinni là một làng thuộc tehsil Gokak, huyện Belgaum, bang Karnataka, Ấn Độ.